# Lista över violarter
Arter av släktet violer (Viola) sorterad efter vetenskapligt namn.
- V. abyssinica
- V. acanthophylla
- V. accrescens
- V. acuminata
- V. acutifolia
- V. adenothrix
- V. adriatica
- V. adunca
- V. aethnensis
- V. aetolica
- V. aizoon
- V. alaica
- V. alba
- V. albida
- V. alexandrowiana
- V. alexejana
- V. allchariensis
- V. alliariifolia
- V. allochroa
- V. alpina
- V. altaica
- V. amamiana
- V. ambigua
- V. amurica
- V. angustifolia
- V. angustistipulata
- V. araucaniae
- V. arborescens
- V. argentina
- V. arguta
- V. arsenica
- V. arvensis - Åkerviol
- V. asterias
- V. athois
- V. atropurpurea
- V. aurantiaca
- V. aurata
- V. aurea
- V. auricolor
- V. auricula
- V. avatschensis
- V. awagatakensis
- V. bakeri
- V. bambusetorum
- V. bangiana
- V. bangii
- V. barroetana
- V. battandieri
- V. beckiana
- V. beckwithii
- V. bertolonii
- V. betonicifolia
- V. bezdelevae
- V. bhutanica
- V. bicolor
- V. biflora - Fjällviol
- V. binayensis
- V. bissetii
- V. blanda
- V. blandiformis
- V. bocquetiana
- V. boissieuana
- V. brachyceras
- V. brachypetala
- V. brachyphylla
- V. brevistipulata
- V. bubanii
- V. buchtienii
- V. bulbosa
- V. bustillosia
- V. calaminaria
- V. calcarata
- V. calchaquiensis
- V. calderensis
- V. caleyana
- V. cameleo
- V. canadensis
- V. canescens
- V. canina - Ängsviol
- V. cano-barbata
- V. capillaris
- V. castillonii
- V. catalonica
- V. caucasica
- V. cazorlensis
- V. cenisia
- V. cerasifolia
- V. chaerophylloides
- V. chamaedrys
- V. chamissoniana
- V. charlestonensis
- V. chassanica
- V. cheiranthifolia
- V. chelmea
- V. chiapasiensis
- V. chrysantha
- V. ciliata
- V. cinerea
- V. cochranei
- V. collina
- V. columnaris
- V. commersonii
- V. comollia
- V. concordifolia
- V. confertifolia
- V. conspersa
- V. contempta
- V. cornuta - Hornviol
- V. coronifera
- V. corralensis
- V. corsica
- V. cotyledon
- V. crassa
- V. crassifolia
- V. crassiuscula
- V. cretacea
- V. cretica
- V. cuatrecasasii
- V. cucullata
- V. cuicochensis
- V. cummingii
- V. cuneata
- V. cunninghamii
- V. curicoensis
- V. curvistylis
- V. cuspidifolia
- V. cyathiformis
- V. dacica
- V. dactyloides
- V. dasyphylla
- V. davidii
- V. decipiens
- V. declinata
- V. decumbens
- V. delavayi
- V. delphinantha
- V. demetria
- V. diamantiaca
- V. dichroa
- V. diffusa
- V. diffusoides
- V. dirimliensis
- V. dirphya
- V. disjuncta
- V. dissecta
- V. diversifolia
- V. doerfleri
- V. dolichocentra
- V. dolichoceras
- V. dombeyana
- V. domeykoana
- V. donetzkiensis
- V. douglasii
- V. dubyana
- V. dukadjinica
- V. dyris
- V. ecuadorensis
- V. eizanensis
- V. elatior
- V. elegantula
- V. elisabethae
- V. eminii
- V. epipsila
- V. epipsiloides
- V. ermenekensis
- V. eugeniae
- V. evae
- V. eximia
- V. faurieana
- V. fedtschenkoana
- V. filicaulis
- V. fischeri
- V. fissifolia
- V. flagelliformis
- V. flettii
- V. florairiensis
- V. flos-evae
- V. fluhmannii
- V. formosana
- V. forrestiana
- V. fragrans
- V. frank-smithii
- V. friderici
- V. frigida
- V. frondosa
- V. fruticosa
- V. fuscifolia
- V. fuscoviolacea
- V. germainii
- V. glabella
- V. glacialis
- V. glandularis
- V. glaucescens
- V. glechomoides
- V. gmeliniana
- V. godoyae
- V. gracilis
- V. gracillima
- V. grahami
- V. grandisepala
- V. granulosa
- V. grayi
- V. grisebachiana
- V. grypoceras
- V. guadalupensis
- V. guatemalensis
- V. hallii
- V. hamiltoniana
- V. hancockii
- V. hastata
- V. hederacea
- V. hediniana
- V. heldreichiana
- V. helenae
- V. henryi
- V. hieronymi
- V. hillii
- V. hirsutula
- V. hirta - Buskviol
- V. hirtipes
- V. hispida
- V. hissarica
- V. hondoensis
- V. hookeri
- V. hookeriana
- V. hossei
- V. howellii
- V. huesoensis
- V. huidobrii
- V. hultenii
- V. humilis
- V. hunanensis
- V. hymettia
- V. ibukiana
- V. ignobilis
- V. improcera
- V. incisa
- V. incognita
- V. inconspicua
- V. indica
- V. ircutiana
- V. irinae
- V. isaurica
- V. ishidoyana
- V. isopetala
- V. iwagawae
- V. jagellonica
- V. jalapensis
- V. jangiensis
- V. japonica
- V. jaubertiana
- V. javanica
- V. joergensenii
- V. johnstonii
- V. jooi
- V. jordanii
- V. kalbreyeri
- V. kamibayahsii
- V. kapsanensis
- V. kashmiriana
- V. kauaensis
- V. keiskei
- V. kermesina
- V. kiangsiensis
- V. kitaibeliana
- V. kitamiana
- V. kizildaghensis
- V. kjellbergii
- V. koraiensis
- V. kosaninii
- V. kunawarensis
- V. kupfferi
- V. kusanoana
- V. kusnezowiana
- V. labradorica
- V. lactea
- V. lactiflora
- V. lanaiensis
- V. lanceolata
- V. langeana
- V. langsdorfii
- V. lactosis - Gräddviol
- V. lanifera
- V. latistipulata
- V. lavrenkoana
- V. lehmanii
- V. leyboldiana
- V. lianhuashanensis
- V. libanotica
- V. lilloana
- V. lithion
- V. littoralis
- V. llullaillacoensis
- V. lobata
- V. lucens
- V. lutea - Gulviol
- V. lyallii
- V. macloskeyi
- V. macroceras
- V. maculata
- V. magellanica
- V. magellensis
- V. magnifica
- V. majchurensis
- V. makranica
- V. mandonii
- V. mandshurica
- V. maroccana
- V. mauritii
- V. maviensis
- V. maximowicziana
- V. maymanica
- V. mearnsii
- V. membranacea
- V. mercurii
- V. merrilliana
- V. meyeriana
- V. micranthella
- V. microdonta
- V. minor
- V. minuta
- V. minutiflora
- V. mirabilis
- V. modesta
- V. monbeigii
- V. mongolica
- V. montagnei
- V. montcaunica
- V. moupinensis
- V. mucronulifera
- V. muehldorfii
- V. munbyana
- V. munozensis
- V. muscoides
- V. nagasawae
- V. nannae
- V. nannei
- V. nassauvioides
- V. nebrodensis
- V. nemausensis
- V. niederleinii
- V. nobilis
- V. nubigena
- V. nuda
- V. nuevo-leonensis
- V. nummulariifolia
- V. nuttallii
- V. oahuensis
- V. obliquifolia
- V. obtusa
- V. occulta
- V. ocellata
- V. odontocalycina
- V. odorata - Luktviol
- V. oligoceps
- V. orbiculata
- V. oreades
- V. orientalis
- V. orphanidis
- V. orthoceras
- V. ovalleana
- V. ovato-oblonga
- V. oxyodontis
- V. pachyrrhiza
- V. pacifica
- V. painteri
- V. pallascaensis
- V. palmata
- V. palmensis
- V. palustris - Kärrviol
- V. papuana
- V. paravaginata
- V. parnonia
- V. parvula
- V. pascua
- V. patrinii
- V. pedata
- V. pedatifida
- V. pedunculata
- V. pekinensis
- V. pendulicarpa
- V. pentadactyla
- V. perinensis
- V. persicifolia - Strandviol
- V. phalacrocarpa
- V. philippica
- V. philippii
- V. pilosa
- V. pinetorum
- V. pinnata
- V. placida
- V. poetica
- V. pogonantha
- V. polycephala
- V. polymorpha
- V. polypoda
- V. popetae
- V. portalesia
- V. portulacea
- V. praemorsa
- V. primulifolia
- V. principis
- V. prionantha
- V. pseudo-arcuata
- V. pseudo-bambusetorum
- V. pseudogracilis
- V. pseudo-monbeigii
- V. pseudovulcanica
- V. pubescens
- V. pulchella
- V. pulvinata
- V. pumila - Dvärgviol
- V. purpurea
- V. pusillima
- V. pygmaea
- V. pyrenaica
- V. raddeana
- V. raunsiensis
- V. reichei
- V. reichenbachiana
- V. renifolia
- V. repens
- V. replicata
- V. reptans
- V. rheophila
- V. rhodopeia
- V. rhombifolia
- V. riviniana - Skogsviol
- V. rockiana
- V. rodriguezii
- V. roigii
- V. rossii
- V. rostrata
- V. rosulata
- V. rotundifolia
- V. rubella
- V. rudolphi
- V. rugosa
- V. rupestris
- V. rupicola
- V. saccata
- V. sacchalinensis
- V. sacculus
- V. sagittata
- V. sandrasea
- V. santiagoensis
- V. savatieri
- V. saxifraga
- V. scandens
- V. schachimardanica
- V. schaffneriana
- V. schensiensis
- V. schneideri
- V. schulzeana
- V. scorpiuroides
- V. seleriana
- V. selkirkii
- V. sempervirens
- V. sempervivum
- V. senzanensis
- V. seoulensis
- V. septemloba
- V. serrula
- V. sheltonii
- V. shikokiana
- V. shinchikuensis
- V. sieboldii
- V. sieheana
- V. sikkimensis
- V. skottsbergiana
- V. somchetica
- V. sororia
- V. spathulata
- V. speciosa
- V. spegazzinii
- V. sphaerocarpa
- V. splendida
- V. steinbachii
- V. stewardiana
- V. stipularis
- V. stojanowii
- V. stoloniflora
- V. striata
- V. suavis
- V. subandina
- V. subdimidiata
- V. subsinuata
- V. sumatrana
- V. sylvatica
- V. szetschwanensis
- V. taischanensis
- V. takeshimana
- V. taltalensis
- V. tanaitica
- V. tarbagataica
- V. tashiroi
- V. tectiflora
- V. tenuicornis
- V. tenuissima
- V. teplouchovii
- V. teshioensis
- V. thibaudieri
- V. thomasiana
- V. thomsonii
- V. tokubuchiana
- V. tomentosa
- V. triangulifolia
- V. trichopetala
- V. tricolor - Styvmorsviol
- V. tridentata
- V. triflabellata
- V. trinervata
- V. tripartita
- V. truncata
- V. tsugitakaensis
- V. tucumanensis
- V. turkestanica
- V. uleana
- V. uliginosa
- V. umbraticola
- V. uniflora
- V. urophylla
- V. ursina
- V. utchinensis
- V. vaginata
- V. valderia
- V. vallenarensis
- V. vallicola
- V. variegata
- V. verecunda
- V. veronicaefolia
- V. vespertina
- V. villosa
- V. violacea
- V. vulcanica
- V. vulgaris
- V. wailenalenae
- V. wallichiana
- V. walteri
- V. weberbaueri
- V. websteri
- V. weddellii
- V. weibelii
- V. weixiensis
- V. werdermannii
- V. willkommii
- V. winteri
- V. wittrockiana
- V. woosanensis
- V. yamatsutae
- V. yazawana
- V. yedoensis
- V. yezoensis
- V. yildirimlii
- V. yunnanensis
- V. yuzufelensis